# هيلين غوش
هيلين غوش (بالإنجليزية: Helen Ghosh)‏ هي موظفة مدنية بريطانية، ولدت في 21 فبراير 1956 في فارنبوروغ في المملكة المتحدة.